# 魔法使いウィズ (ゲーム)
「魔法使いウィズ」(まほうつかいうぃず、魔法使いWIZ、英語題:Magical Kid WIZ)はタイトーから発売された『ウィズ』（1985年）をベースにSONYからコンピューターゲームとして発売されたアクションアドベンチャーゲーム。原作の開発元はセイブ開発。MSXに移植されるにあたり、お姫様を救うというストーリーが設定され、地下迷宮やカギ集めなどのパズル要素が追加された。

## ストーリー
ある日のこと、魔法の国のティルト姫が魔界に住むドラゴンにさらわれた。魔法使いの子「ウィズ」は救出のため魔界へとたった一人で向かう。

## 登場人物
WIZ(ウィズ)
主人公である魔法使い。姫を救うべく悪いドラゴンに立ち向かう。
ドラゴンミラクス
WIZの味方(オプション)であるドラゴンの子。父のやり方に疑問をいだき、WIZに味方する。
後に『エンパイア シティ:1931』や『雷電』の隠しアイテムとして登場するなど、セイブ開発のブランディング的な存在となる。
ドラゴン
ドラゴンミクラスの父親。ティルト姫をさらった張本人。
ティルト姫
ドラゴンにさらわれた魔法の国のお姫様。ジルバ城に監禁されている。

## 敵キャラクター
敵キャラクタは「魔界獣」と呼ばれ、多彩な攻撃を仕掛けてくる
ジワス
地上を歩いてくるだけ。薄い赤。
タレジワス
ジワスよりも多少強い。魔法弾を撃ってくる。濃い赤。
ブジワス
強力な防御力を持っている。魔法や魔法弾を撃ってくる。濃い青。
キジワス
ピョンピョンはねてくる。白。
デン
雲に乗ってる一つ目の鬼。特定の場所で出現する。WIZの動きを止める魔法を撃ってくる。
スーパーパンチ
後ろから出現する。WIZがあたると上段にいる時は一段下へ、下段にいる時はミスとなる。
ケキョ
魔天井(天空)に住み着いている怪鳥。上下に動き回る。
オー
お面の形をしている。あらゆる魔法や魔法弾を撃ってくる。
グフフ
近づくと突然ジャンプする。これに取り付かれるとWIZの動きが鈍くなってしまう。
オメレカン
点滅しながらWIZの後方から走ってくる。

## アーケード版
大まかなルールや魔法アイテムは同じであるが、ステージが地底、地上、天空の三層で構成される。ゴールにたどり着くと一つ上の層のスタート地点に進むが、穴に落ちたりスーパーパンチに触れると下の層に落とされる。天空の層のゴールにいるドラゴンを倒すと次のステージへ進む。2020年6月25日よりアーケードアーカイブスの1作品としてPlayStation 4とNintendo Switchにて配信開始。セイブ開発のアーケードアーカイブス参入タイトル第1弾。また、2024年12月19日発売予定のイーグレットツー ミニ アーケードメモリーズVOL.3にも追加SDカードに入っている10作品のひとつとして収録予定。